# 天才魔女
《天才魔女》（英語：That's so Raven）是一部由麥可·波爾耶斯與蘇珊·謝爾曼開創，於2003年1月17日在迪士尼頻道開播的美國超自然青少年情景喜剧。
由於收視告捷，本劇成為迪士尼頻道首部突破4季的影集，為迪士尼頻道原創影集中集數第3多的影集。2007年1月12日，本劇推出了續集衍生劇《柯瑞當家》。2017年，宣布將開發續作《魔女之家》。

## 故事
| 季數 | 季數 | 集數 | 首播日期      | 首播日期       |
| 季數 | 季數 | 集數 | 首播          | 季終           |
| ---- | ---- | ---- | ------------- | -------------- |
|      | 1    | 21   | 2003年1月17日 | 2004年3月5日   |
|      | 2    | 22   | 2003年10月3日 | 2004年9月24日  |
|      | 3    | 35   | 2004年10月1日 | 2006年1月16日  |
|      | 4    | 22   | 2006年2月20日 | 2007年11月10日 |

主角瑞瑞（Raven）是一个超能力者，她能知道将来所发生的事情，但只能看到一小部分而且來的非常突然，因為這樣瑞瑞常常為了她的感應而改變經過，但有時會越用越糟。她在生病时還可以有其他超能力，例如听见别人的思想等。故事的發展圍繞著瑞瑞的這些超能力。

## 卡司

### 主要人物
- 瑞芬-西蒙尼 飾演 瑞瑞·莉迪亞·巴斯特（Raven Lydia Baxter）

14－18歲，通常被稱為Rae（瑞），是個擁有能看見未來的超能力（"psychic visions"，台版第一集將此能力譯作「預感」，也可稱做「幻象」）、個性寬宏且有自信的少女；十分熱愛時尚，目標是成為服裝設計師，在第四季中因拯救時裝秀而成為著名設計師－唐娜·卡波那的實習生。有時會「突然」看見未來的感應，但只能看見一小部分，所以瑞瑞會改變事件的過程來達到或避開她的感應，但有時還是會造成一場災難。台版第9集（原版第2集）曾用原住民口音講電話，聘請弟弟喜歡的爬蟲類表演者（因對方也用原住民口音）。台版12集（原版21集）從外婆薇薇安（Vivian）談話得知自己超能力是遺傳自她。在衍生劇-《柯瑞當家》中和媽媽去英國留學，曾客串過一集，其中父親提到瑞瑞上的大學是間設計學院。
- 奧蘭多·布朗（英语：Orlando Brown (actor)） 飾演 愛德華“阿呆”·湯瑪斯（Edward "Eddie" Thomas）

14－18歲，瑞瑞最要好男性朋友。熱愛音樂，目標是成為饒舌歌手，在學校中是籃球隊，也擁有自己主持的電台。和柯瑞是好哥們，和瑞瑞不同的是他對柯瑞比較容易心軟，有時也會給柯瑞一些主意。時常告誡瑞瑞對她看見感應時的糟糕行為，也常對雀兒和瑞瑞的想法無法接受。
- 凱爾·馬西（英语：Kyle Massey） 飾演 柯瑞·巴斯特（Cory Baxter）

10－14歲，瑞瑞的弟弟。對理財方面十分有天分，在家中都是他繳稅，並擁有多家銀行存款；因為如此時常想出一些能幫助他賺錢的主意，但最後還是被維多抓包。和姊姊時常鬥嘴，但瑞瑞還是十分關心柯瑞，常在他有難時保護他。早期迷戀雀兒，第三季開始與辛蒂交往。
- 安娜莉絲·梵·德·波（英语：Anneliese van der Pol） 飾演 雀兒·歐菲莉亞·丹尼爾（Chelsea Ophelia Daniels）

14－18歲，通常被稱為Chels，瑞瑞最要好女性朋友。環保主義者和素食主義者，同時也是位藝術家。和瑞瑞從小學就認識並結為朋友，比較不聰明，有著傻里傻氣的天真個性，也常因為這樣而加入瑞瑞的行動中。極度愛護環境和動物，未來目標是一名環境保護員。
- 塔姬雅·克莉絲朵·姬瑪（英语：T'Keyah Crystal Keymáh） 飾演 唐雅·巴斯特（Tanya Baxter）

瑞瑞與柯瑞母親，第3季就讀法律系，第4季提及前往英國讀法學院。續作《魔女之家》試播集曾提及仍然在世。
- 朗德爾·謝里丹（英语：Rondell Sheridan） 飾演 維多·巴斯特（Victor Baxter）

瑞瑞與柯瑞父親，原先受雇於他人當廚師，後來開設自己餐廳「酷樂屋」（The Chill Grill）。在衍生劇-《柯瑞當家》中與柯瑞是共同主角。續作《魔女之家》第二季正式客串。

### 常設人物
- 蘿絲·艾芭杜（英语：Rose Abdoo） 飾演 羅德里格茲/盧蒂葵（台）老師（Señorita Rodriguez）

瑞瑞、雀兒與阿呆的西班牙語老師兼戲劇社指導老師。
- 利爾·J（英语：Jonathan McDaniel） 飾演 德凡·卡特（Devon Carter）（第2－4季）

瑞瑞男友，後來因爸爸再婚而搬到華盛頓州西雅圖，有個妹妹叫Nadine，她「忌妒」瑞瑞搶走了哥哥所以討厭她。續作《魔女之家》中成為瑞瑞前夫。
- 愛卓恩‧貝倫（英语：Adrienne Bailon） 飾演 阿拉娜/艾蓮娜（台）·瑞維拉

瑞瑞前摯友，總是喜歡挑釁及作弄瑞瑞。2人因四年級時爭奪學校表演的牙仙子角色（由瑞瑞得到，而她扮演「蛀牙」）而結束友誼。最後被送去軍校而由碧安卡接替其地位。
- 艾瑞卡·瑞維拉（英语：Alana Rivera） 飾演 碧安卡（Bianca）（國語配音：劉小芸）

艾拉娜好友之一，第三季14集接替艾拉娜地位與校園勢力成為瑞瑞死對頭。根據瑪菲說法她是被軍校逐出而回來就讀。曾在該季15集被瑞瑞躲避球打到而短暫變成好人，直到瑞瑞從體育館爬繩掉下來打到她而恢復。第4季並未登場，依情節推斷可能是被送回軍校。
- 艾西莉·艾克斯坦（英语：Ashley Eckstein） 飾演 瑪菲（Muffy）（國語配音：劉小芸）

艾拉娜好友兼跟班之一，角色是記錄重要事件（如組織活動），並傾向對眾人簡要解釋艾拉娜（講西班牙文）/碧安卡話語實際含意。碧安卡離開後接替她為瑞瑞死對頭。有人猜測她可能會「通靈」，因她總能知道這兩人的想法，此外她還有個妹妹叫Buffy。
- 安卓雅·愛德華茲（Andrea Edwards） 飾演 蘿卡/洛卡（台）（Loka）

艾拉娜好友兼跟班之一，由於長得高大所以有她在就沒人敢去招惹艾拉娜等人。對阿呆有興趣，每次見到他時都喜歡將他摟在懷中打幾拳。然而跟其他人不同的是她在第3季後期逐漸對瑞瑞有些同情。
- 法蘭奇·萊恩·曼里奎茲（Frankie Ryan Manriquez） 飾演 威廉（William）

柯瑞的好友
- 大衛·亨利  飾演 萊瑞/賴瑞 （Larry）

柯瑞猶太裔好友
- 鮑伯·J·湯普森（英语：Bobb'e J. Thompson） 飾演 史丹利/史坦利 （Stanley）

阿呆的鄰居，喜歡瑞瑞並時常在登場時霸著她。
- 席德妮·朴（英语：Sydney Park (actress)） 飾演 席德妮（Sydney）

任職於側灣社區中心，為瑞瑞導師。
- 安妮-瑪莉·強森（英语：Anne-Marie Johnson） 飾演 唐娜·卡波那（Donna Cabonna）

知名時尚設計師，個性傲慢自大，瑞瑞崇拜對象兼老闆。
- 喬蒂·雪林（英语：Jodi Shilling） 飾演 蒂芬妮（Tiffany）

唐娜個人助理，瑞瑞職場上死敵。
- 喬德琳·柯爾蒙（Jordyn Colemon） 飾演 辛蒂（Cindy）

柯瑞女友，原版第100集染上抽菸惡習，後來因強迫柯瑞保管菸害他被姐姐誤會，最後在大家勸解下決定戒菸。
- 丹·莫特（Dan Mott） 飾演 果汁機（The Juicer）

柯瑞第4季上國中後遇到的惡霸，喜歡搶別人午餐，該集結尾與柯瑞成為好友不再欺壓同學。被冠上此綽號是不管任何物品皆能「榨出汁」來。
- 傑克·卡利斯（Jake Carlis） 飾演 雀斑男（Freckles）

## 紀錄
- 迪士尼頻道首部獲高評分的影集。
- 迪士尼頻道首部破300萬收視人口的影集。
- 迪士尼頻道集數第3多真人影集。（截至2018年）
- 迪士尼頻道首部破100集影集。
- 迪士尼頻道首部開發衍生系列之影集。
- 迪士尼頻道首部破4季之影集。
- 首部以非裔女性角色作為劇名的影集。[1]

## 外部連結
- 美国官方网站
- 英国官方网站